# Korfbal op de Wereldspelen 1985
Korfbal stond op het programma van de Wereldspelen 1985 in het Verenigd Koninkrijk. 
Dit was de eerste keer dat korfbal werd gespeeld op de Wereldspelen, want in de Wereldspelen van 1981 was korfbal nog geen onderdeel.

## Deelnemers
- Verenigd Koninkrijk (gastland)
- Nederland
- België
- Duitsland
- Verenigde Staten
- India

## Wedstrijden
| Datum      | Land             | Score   | Land             |
| ---------- | ---------------- | ------- | ---------------- |
| 29 juli    | Nederland        | 18 – 6  | Verenigde Staten |
| 29 juli    | België           | 19 – 5  | Duitsland        |
| 29 juli    | Groot-Brittannië | 14 – 6  | India            |
| 30 juli    | India            | 11 – 31 | België           |
| 30 juli    | Duitsland        | 4 – 11  | Nederland        |
| 30 juli    | Verenigde Staten | 10 – 5  | Groot-Brittannië |
| 31 juli    | België           | 13 – 7  | Groot-Brittannië |
| 31 juli    | Duitsland        | 10 – 7  | Verenigde Staten |
| 31 juli    | Nederland        | 27 – 20 | India            |
| 1 augustus | India            | 8 – 21  | Duitsland        |
| 1 augustus | Verenigde Staten | 9 – 19  | België           |
| 1 augustus | Groot-Brittannië | 7 – 21  | Nederland        |
| 1 augustus | Verenigde Staten | 16 – 8  | India            |
| 1 augustus | Duitsland        | 6 – 11  | Groot-Brittannië |

### Finale
|                 |           |        |        |  |
| 1 augustus 1985 | Nederland | 12 - 8 | België |  |
| 1 augustus 1985 |           |        |        |  |

## Eindstand
| Plaats op ranglijst | Team             |
| ------------------- | ---------------- |
| Goud                | Nederland        |
| Zilver              | België           |
| Brons               | Duitsland        |
| 4                   | Verenigde Staten |
| 5                   | Groot-Brittannië |
| 6                   | India            |

| Kampioen van World Games 1985 |
| ----------------------------- |
| Nederland                     |